# NGC 98
NGC 98 é uma galáxia espiral barrada (SBbc) localizada na direcção da constelação de Phoenix. Possui uma declinação de -45° 16' 06" e uma ascensão recta de 0 horas, 22 minutos e 49,3 segundos.
A galáxia NGC 98 foi descoberta em 6 de Setembro de 1834 por John Herschel.